# Otto Reiniger

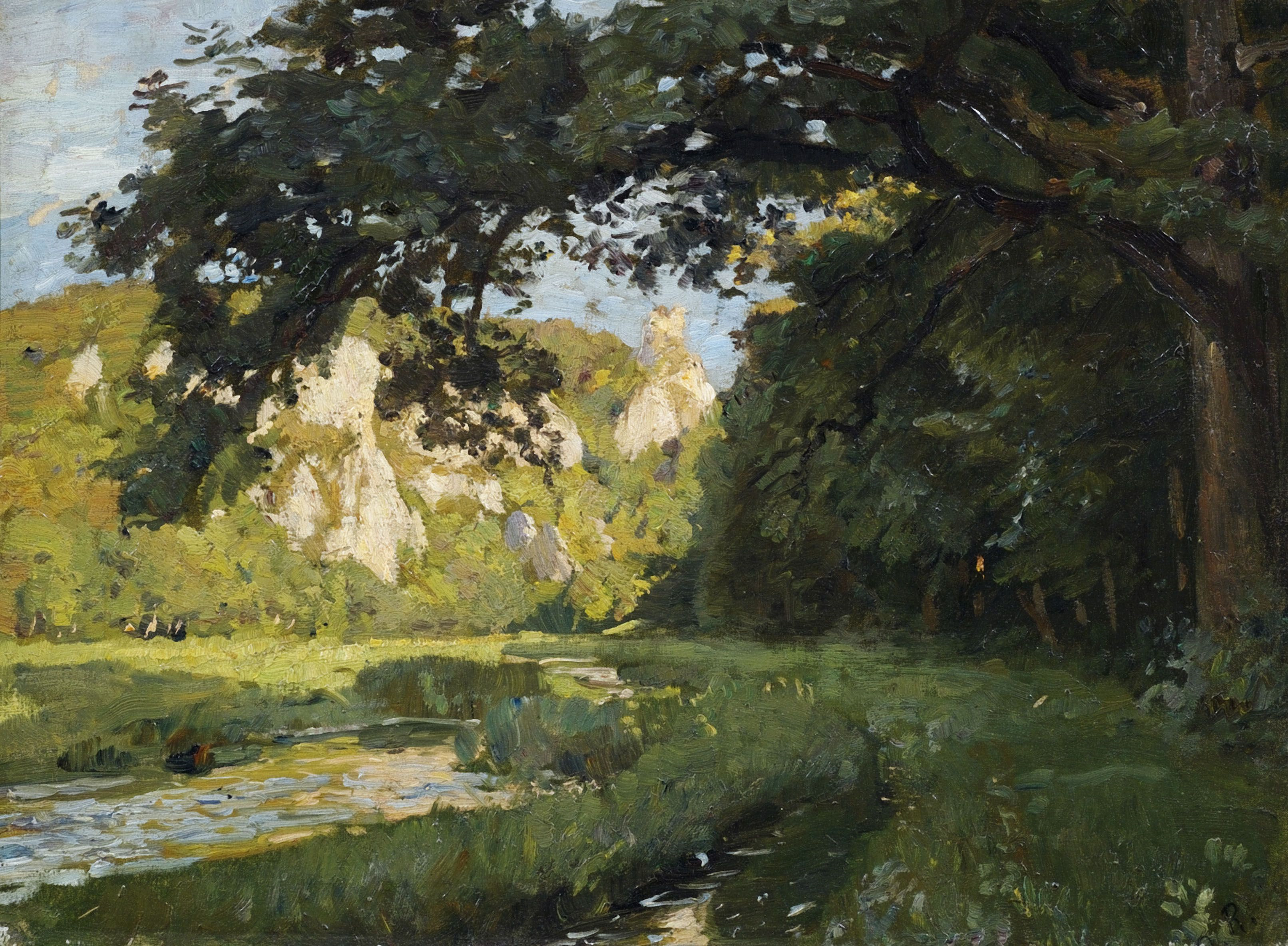
Sommarlandskap av Otto Reiniger.

Otto Reiniger, född den 27 februari 1863,  död den 24 juli 1909, var en tysk målare.
Reiniger, som studerade i Stuttgart och München, var framstående landskapsmålare och god tecknare (representerad i museerna i Stuttgart, Berlin, Dresden, München med flera).